# Кассама, Морету
Морету Мору Кассама (порт. Moreto Moro Cassamá; родился 16 февраля 1998) — бисау-гвинейский футболист, полузащитник кипрского клуба «Омония (Никосия)» и национальной сборной Гвинеи-Бисау.

## Клубная карьера
Уроженец Бисау, Кассама выступал за молодёжные команды футбольных клубов «Спортинг» и «Порту». 16 сентября 2017 года дебютировал за резервную команду «Порту», «Порту B», в матче второго дивизиона чемпионата Португалии против «Насьонала».
31 января 2019 года, в последний день зимнего трансферного окна, Кассама перешёл во французский клуб «Реймс», подписав контракт до лета 2022 года. В 2019 году выступал за резервную команду «Реймса», а в основном составе дебютировал 15 января 2020 года в матче французской Лиги 1 против «Амьена». 1 февраля 2020 года забил свой первый гол за «Реймс» в матче Лиги 1 против «Анже».

## Карьера в сборной
Выступал за юношеские сборные Португалии разных возрастов.
2 июля 2019 года дебютировал за сборную Гвинеи-Бисау в матче против Ганы.